# Psi
Psi (chữ hoa Ψ, chữ thường ψ; tiếng Hy Lạp: Ψι Psi) là chữ cái thứ 23 trong bảng chữ cái Hy Lạp. Trong hệ thống số Hy Lạp, nó có giá trị 700.